# Südossetische Autonome Oblast

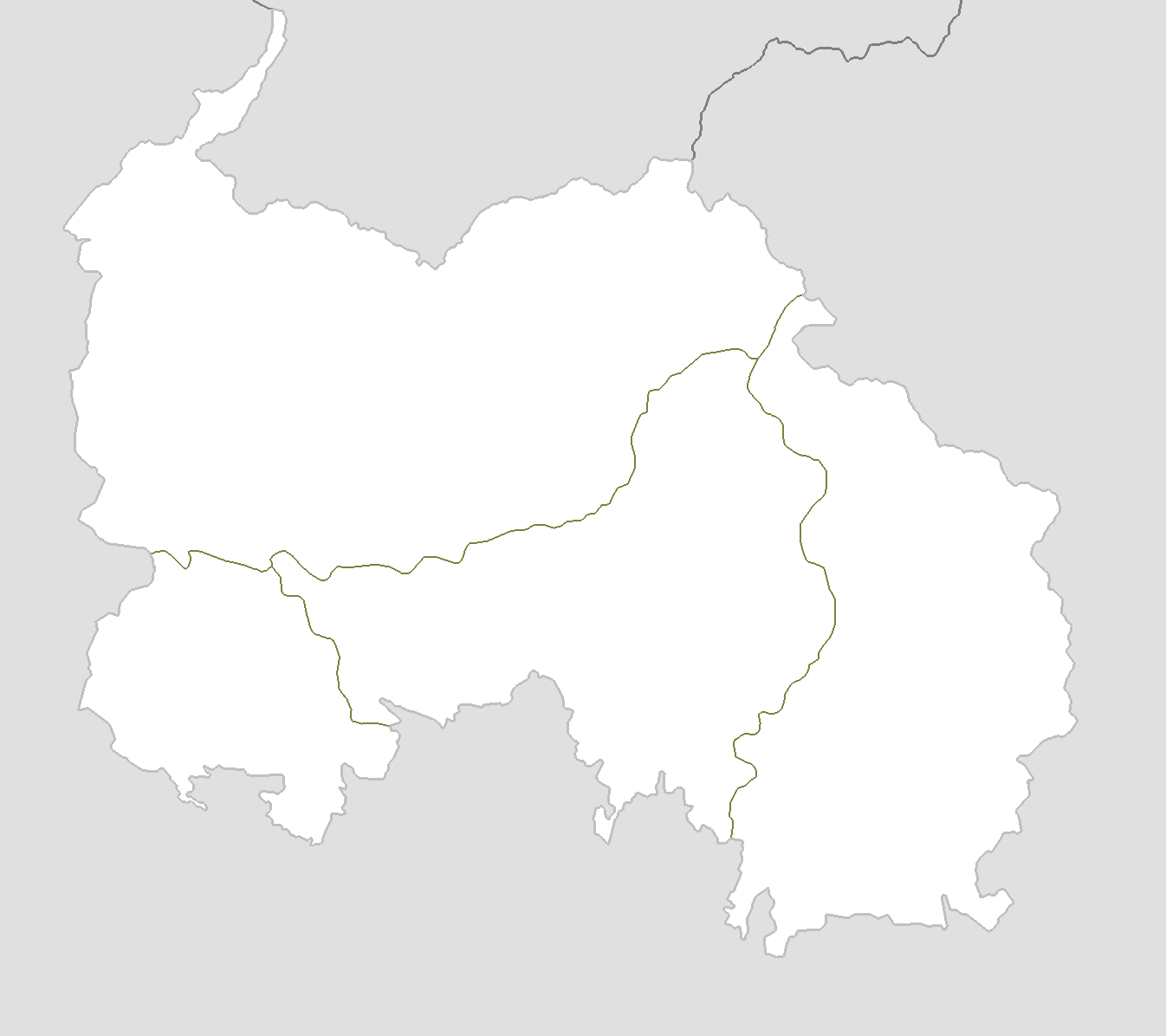
Das Südossetische Autonome Oblast

Das Südossetische Autonome Oblast (ossetisch Хуссар Ирыстоны автономон бӕстӕ/Chussar Irystony avtonomon bæstæ; russisch Юго-Осетинская автономная область/Jugo-Ossetinskaja awtonomnaja oblast; georgisch სამხრეთ ოსეთის ავტონომიური ოლქი/Samchret Ossetis awtonomiuri olki;) war eine Südossetien umfassende Verwaltungseinheit beziehungsweise eine Autonome Oblast der Sowjetunion und seit 20. April 1922 Teil der Georgischen SSR.
Hauptstadt des Südossetischen Autonomen Gebiets war Zchinwali, das von 1936 bis 1961 zu Ehren Josef Stalins den Namen Staliniri trug. Im Jahr 1989 betrug die Bevölkerungszahl knapp 100.000.
Am 10. November 1989 beschloss der Oberste Sowjet des Gebiets die Gründung der „Südossetischen Autonomen Sowjetrepublik“. Dieser Beschluss wurde am 16. November vom Präsidium des Obersten Sowjets der Georgischen SSR für unwirksam erklärt. Daraufhin kam es zu militärischen Auseinandersetzungen. Am 20. September 1990 erklärte sich Südossetien als Demokratische Sowjetrepublik für unabhängig von der Georgischen SSR, was wiederum nicht anerkannt wurde und zur Eskalation des Konflikts führte.
Mit dem Zerfall der Sowjetunion und der Unabhängigkeit Georgiens 1991 wurde das Südossetische Autonome Gebiet de jure gegen den Widerstand der Bevölkerung ein Teil des neu entstandenen georgischen Staats, stand aber nur noch teilweise unter georgischer Kontrolle. Inzwischen wird das Gebiet vollständig von der Republik Südossetien kontrolliert.

## Bevölkerungsentwicklung
| Osseten  | 60.351 (69,1 %) | 72.266 (68,1 %) | 63.698 (65,8 %) | 66.073 (66,5 %) | 65.232 (66,2 %) |
| Georgier | 23.538 (26,9 %) | 27.525 (25,9 %) | 26.584 (27,5 %) | 28.125 (28,3 %) | 28.544 (29,0 %) |
| Juden    | 1.739 (2,0 %)   | 1.979 (1,9 %)   | 1.723 (1,8 %)   | 1.485 (1,5 %)   | 396 (0,4 %)     |
| Armenier | 1.374 (1,6 %)   | 1.537 (1,4 %)   | 1.555 (1,6 %)   | 1.254 (1,3 %)   | 984 (1,0 %)     |
| Russen   | 157 (0,2 %)     | 2.111 (2,0 %)   | 2.380 (2,5 %)   | 1.574 (1,6 %)   | 2.128 (2,2 %)   |
| Summe    | 87,375          | 106,118         | 96,807          | 99,421          | 98,527          |
| Quelle:  |                 |                 |                 |                 |                 |